# Лидтке, Макс
Макс Лидтке (нем. Max Liedtke; немецкое произношение: [maks ˈliːtkə]; 25 декабря 1894 — 13 января 1955) — немецкий журналист и армейский офицер. Был удостоен звания праведника народов мира за сопротивление «ликвидации» всего еврейского населения (включая подневольных рабочих) гетто в Пшемысле в восточной Польше.

## Биография
Лидтке родился в Пройсиш-Холланде, Восточная Пруссия (совр. Пасленк, Польша) в семье лютеранского викария. Он сдал абитур в Гумбиннене (совр. Гусев Калининградской области) и начал изучать лютеранскую теологию в Кёнигсбергском университете, но с началом Первой мировой войны добровольцем пошёл в Германскую имперскую армию. После войны работал журналистом и стал главным редактором местной газеты в Грайфсвальде. В 1935 году был уволен с должности редактора из-за своего критического отношения к нацистам. В 1939 году призван в вермахт. Служил в Польше, Бельгии и Пирее (Греция).

### Депортация Пшемысльского гетто
В июле 1942 года Лидтке стал военным комендантом Пшемысля. 26 июля 1942 года СС, Гестапо и GPK (Grenzpolizeikommissariat — Управление пограничной полиции) готовились начать свою первую крупномасштабную акцию «переселения» евреев из гетто в Пшемысле, являвшуюся частью операции «Рейнхард», самой смертоносной фазы Холокоста.
Адъютант Лидтке, обер-лейтенант Альберт Баттель, потребовал, чтобы работающие на вермахт были оставлены и отдал приказ заблокировать мост через реку Сан, единственный путь депортации из гетто. Когда эсэсовцы попытались перейти на другую сторону, войска Вермахта под командованием Лидтке пригрозили открыть огонь, если те не отступят. В тот же день после обеда было получено разрешение, и армейский отряд под командованием Баттеля вошёл в оцепленную зону гетто и эвакуировал 80-100 евреев и их семьи в казармы местного военного командования. Эти евреи были помещены под защиту вермахта и таким образом укрыты от депортации в лагерь смерти Белжец.

### Дальнейшая судьба
Лидтке был отстранен от должности военного коменданта Пшемысля 30 сентября 1942 года, скорее всего, из-за этого инцидента. Он был переведён в 1-ю танковую армию, которая воевала на Кавказе. В дальнейшем оставался на службе и в начале 1945 года был эвакуирован на остров Борнхольм. Находился в числе немецких военнослужащих, взятых в плен советскими войсками, которые заняли Борнхольм в конце Второй мировой войны, был вывезен в Советский Союз и осужден за предполагаемые военные преступления, совершенные в России. Лидтке умер в советском заключении в 1955 году.
24 июня 1993 года Яд ва-Шем официально признал Макса Лидтке одним из Праведников народов мира.